# 敦化站
敦化站（中国朝鲜语：／ Donhwa-yeok */?）是位于中华人民共和国吉林省延边朝鲜族自治州敦化市东环城路的一个铁路车站，始建于1928年，有长图铁路、长珲城际铁路经过该站。现办理客货运业务，隶属于沈阳局集团，是二等站。

## 历史
车站随吉敦铁路建于1926年，1928年11月竣工。1932年敦图线开工，12月25日敦化至哈尔巴岭区间临时运营，全线于1933年9月1日正式运营后，敦化站成为京图线上的区段站:242。
至1985年，敦化站候车室面积为577平方米。站内设有到发线6条、编解线6条、机走线1条、客车停留线2条；货场面积13万多平方米，设有6条货物线；另设有通往9个单位的21条专用线:243。
长珲城际铁路建设过程中，在既有站址北侧新建站场；同时将货场和3305专用线改由大桥站连接。2013年10月10日，车站新站房启用，并开通普速场。2015年9月20日，高速场随长珲城际铁路同步开通。

## 車站設計

### 站房
敦化站全部站场已于2015年9月20日投入使用，车站外立面厚重上扬的屋顶和粗壮的双柱体现了敦化的文化底蕴。

### 站场
敦化站总规模为4台11线，共有客专、普速两个车场。其中客专场设计规模为3台7线，有长珲高速专线引入；规划沈佳高速铁路亦从东咽喉贯通引入车站，正线从西咽喉出站后跨吉图珲客专、长图线，向北引出地区，并修西北联络线和敦化西站，以及东南联络线以满足牡丹江方向与长春方向、和白河方向与延吉方向的折角车流。普速场规模为1台4线，并预留2条到发线。
| 北↑ |        |                                                                              |  |
|     |        | 普速场 货车到发线                                                            |  |
|     |        | 普速场 （太平岭站）长图线 正线（大桥站）                                     |  |
|     | 7      | 普速场 客车到发线                                                            |  |
|     | 岛式   |                                                                              |  |
|     | 6      | 普速场 客车到发线                                                            |  |
|     | 5      | 客专场 到发线                                                                |  |
|     | 岛式   |                                                                              |  |
|     | 4      | 客专场 到发线                                                                |  |
| Ⅰ道 | 无     | 客专场 （北官屯西线路所） 长珲客运专线 下行正线 往珲春站方向（大石头南站）   |  |
| Ⅱ道 | 无     | 客专场 （北官屯西线路所） 长珲客运专线 上行正线 往长春西站方向（大石头南站） |  |
|     | 3      | 客专场 到发线                                                                |  |
|     | 岛式   |                                                                              |  |
|     | 2      | 客专场 到发线                                                                |  |
|     | 1      | 客专场 到发线                                                                |  |
|     | 侧式   |                                                                              |  |
| 南↓ | 南站房 |                                                                              |  |